# Eugenylformiat
Eugenylformiat ist eine organische Verbindung aus der Gruppe der Carbonsäureester. Sie leitet sich von Eugenol und Ameisensäure ab.

## Herstellung
Eugenylformiat kann durch Veresterung von Eugenol mit Ameisensäure in Gegenwart von Phosgen in Pyridin hergestellt werden.

## Verwendung
Eugenylformiat ist in der EU unter der FL-Nummer 09.088 als Aromastoff für Lebensmittel zugelassen.